# US Open 2008
Lo US Open 2008 è stata la 128ª edizione dello US Open e quarta prova stagionale dello Slam per il 2008. Si è disputato dal 25 agosto all'8 settembre 2008 al USTA Billie Jean King National Tennis Center in Flushing Meadows di New York negli Stati Uniti. 
Il singolare maschile è stato vinto dallo svizzero Roger Federer, che si è imposto sullo scozzese Andy Murray col punteggio di 6–2, 7–5, 6–2. Il singolare femminile è stato vinto dalla statunitense Serena Williams, che ha battuto la serba Jelena Janković. 
Nel doppio maschile si sono imposti gli americani Bob e Mike Bryan. Nel doppio femminile hanno trionfato Cara Black e Liezel Huber. 
Nel doppio misto la vittoria è andata all'indiano Leander Paes, in coppia con la giocatrice dello Zimbabwe Cara Black.

## Tabellone eliminati
- Singolare maschile

| Campione               | Campione             | Finalista         | Finalista         |
| ---------------------- | -------------------- | ----------------- | ----------------- |
| Roger Federer (2)      | Roger Federer (2)    | Andy Murray (6)   | Andy Murray (6)   |
| Semifinalisti          |                      |                   |                   |
| Rafael Nadal (1)       | Rafael Nadal (1)     | Novak Đoković (3) | Novak Đoković (3) |
| Eliminati nei quarti   |                      |                   |                   |
| M Fish                 | JM del Potro (17)    | A Roddick (8)     | G Müller          |
| Eliminati nel 4º turno |                      |                   |                   |
| S Querrey              | G Monfils (32)       | K Nishikori       | S Wawrinka (10)   |
| F González (11)        | T Robredo (15)       | N Davydenko (5)   | I Andreev (23)    |
| Eliminati nel 3º turno |                      |                   |                   |
| V Troicki              | I Karlović (14)      | J Blake (9)       | D Nalbandian (7)  |
| D Ferrer (4)           | G Simon (16)         | F Cipolla         | J Melzer          |
| A Seppi (31)           | J Nieminen           | J-W Tsonga (19)   | M Čilić (30)      |
| D Tursunov (26)        | N Almagro (18)       | F Verdasco (13)   | R Štěpánek (28)   |
| Eliminati nel 2º turno |                      |                   |                   |
| R DeHeart              | P Kohlschreiber (25) | N Devilder        | F Serra           |
| S Darcis               | P-H Mathieu (24)     | E Korolëv         | A Golubev         |
| A Beck                 | R Karanušić          | T Bellucci        | J Acasuso         |
| W Odesnik              | Y-H Lu               | J Vaněk           | M Llodra          |
| E Gulbis               | G García López       | I Minář           | B Reynolds        |
| M Safin                | C Moyá               | R Ginepri         | R Kendrick        |
| A Calleri              | V Hănescu            | S Warburg         | T Haas            |
| R Machado              | J Chardy             | C Guccione        | T Alves           |
| Eliminati nel 1º turno |                      |                   |                   |
| B Phau                 | O Rochus             | C Ball            | L Horna           |
| T Berdych (22)         | P Andújar            | R Schüttler       | J Minář           |
| D Young                | D Gremelmayr         | R Smeets          | S Grosjean        |
| P Cuevas               | R Söderling          | B Evans           | M Daniel          |
| M Vassallo Argüello    | J Isner              | R Sweeting        | J Mónaco (29)     |
| G Cañas                | Ó Hernández          | M Berrer          | M Granollers      |
| S Bolelli              | F Fognini            | N Lapentti        | J Hernych         |
| F López (27)           | S Bohli              | T Gabašvili       | S Roitman         |
| F Santoro              | T Johansson          | D Hrbatý          | H-T Lee           |
| N Kiefer (20)          | S Jenkins            | T Zíb             | I Navarro         |
| M Zverev               | V Spadea             | A-u-H Qureshi     | S Ventura         |
| J Benneteau            | A Delić              | N Mahut           | A Clément         |
| D Sela                 | A Krajicek           | A Montañés        | E Schwank         |
| F Dancevic             | J Tipsarević         | L Recouderc       | R Gasquet (12)    |
| I Kunicyn              | R De Voest           | F Gil             | M Gicquel         |
| P Starace              | J Levine             | P Capdeville      | M González        |

- Singolare femminile

| Campionessa            | Campionessa         | Finalista               | Finalista            |
| ---------------------- | ------------------- | ----------------------- | -------------------- |
| Serena Williams (4)    | Serena Williams (4) | Jelena Janković (2)     | Jelena Janković (2)  |
| Semifinaliste          |                     |                         |                      |
| Dinara Safina (6)      | Dinara Safina (6)   | Elena Dement'eva (5)    | Elena Dement'eva (5) |
| Eliminati nei quarti   |                     |                         |                      |
| F Pennetta (16)        | V Williams (7)      | P Schnyder (15)         | S Bammer (29)        |
| Eliminati nel 4º turno |                     |                         |                      |
| A Mauresmo (32)        | A-L Grönefeld       | S Brémond               | A Radwańska (9)      |
| N Li                   | K Srebotnik (28)    | M Bartoli (12)          | C Wozniacki (21)     |
| Eliminati nel 3º turno |                     |                         |                      |
| J Coin                 | N Petrova (19)      | A Cornet (17)           | T Bacsinszky         |
| A Sugiyama (30)        | T Garbin            | D Cibulková (18)        | A Bondarenko (27)    |
| A Keothavong           | E Makarova          | M Rybáriková            | S Kuznecova (3)      |
| T Perebyjnis           | L Davenport (23)    | V Azaranka (14)         | J Zheng              |
| Eliminati nel 2º turno |                     |                         |                      |
| A Ivanović (1)         | K Kanepi            | S-W Hsieh               | S Peng               |
| J Moore                | B Mattek            | Y-J Chan                | R Vinci              |
| E Vesnina              | O Govorcova         | N Vaidišová (20)        | Á Szávay (13)        |
| M Duque Mariño         | IR Olaru            | S Lisicki               | R de los Ríos        |
| P Parmentier           | F Schiavone (25)    | S Errani                | E Byčkova            |
| A Pavljučenkova        | T Paszek            | Y Meusburger            | S Cîrstea            |
| V Zvonarëva (8)        | A Rezaï             | A Klejbanova            | V Ruano Pascual      |
| I Benešová             | ME Camerin          | A Medina Garrigues (26) | S Arvidsson          |
| Eliminati nel 1º turno |                     |                         |                      |
| V Duševina             | C Dellacqua         | M Niculescu             | N Dechy              |
| O Sanchez              | E Rodina            | E Daniilídou            | S Vögele             |
| D Hantuchová (11)      | M Oudin             | M Domachowska           | C Pin                |
| V Razzano (31)         | A Kudrjavceva       | S Cohen-Aloro           | KH Ahn               |
| K Bondarenko           | J Vakulenko         | S Záhlavová             | A Klepač             |
| P Cetkovská            | J Görges            | M Ani                   | G Brodsky            |
| J Švedova              | T Tanasugarn        | E Gallovits             | J Craybas            |
| J Jackson              | MJ Martínez Sánchez | H Šromová               | S Stosur             |
| A Amanmuradova         | M Eraković          | A Glatch                | N Llagostera Vives   |
| S Peer (24)            | J Kostanić Tošić    | A Rodionova             | A Čakvetadze (10)    |
| A Pivovarova           | V King              | G Dulko                 | M Kirilenko (22)     |
| Y Wickmayer            | L Domínguez Lino    | L Šafářová              | S Zhang              |
| B Záhlavová-Strýcová   | M Korytceva         | A Muhammad              | A Nakamura           |
| A Wozniak              | C Suárez Navarro    | P Kvitová               | G Voskoboeva         |
| K Zakopalová           | K Knapp             | É Loit                  | A Rolle              |
| C Pironkova            | S Perry             | Z Yan                   | C Vandeweghe         |

## Partecipanti ATP

### Teste di serie
| Nazionalità | Giocatore             | Ranking | Testa di serie |
| ----------- | --------------------- | ------- | -------------- |
| Spagna      | Rafael Nadal          | 1       | 1              |
| Svizzera    | Roger Federer         | 2       | 2              |
| Serbia      | Novak Đoković         | 3       | 3              |
| Spagna      | David Ferrer          | 4       | 4              |
| Russia      | Nikolaj Davydenko     | 5       | 5              |
| Regno Unito | Andy Murray           | 6       | 6              |
| Argentina   | David Nalbandian      | 7       | 7              |
| Stati Uniti | Andy Roddick          | 8       | 8              |
| Stati Uniti | James Blake           | 9       | 9              |
| Svizzera    | Stan Wawrinka         | 10      | 10             |
| Cile        | Fernando González     | 11      | 11             |
| Francia     | Richard Gasquet       | 12      | 12             |
| Spagna      | Fernando Verdasco     | 13      | 13             |
| Croazia     | Ivo Karlović          | 14      | 14             |
| Spagna      | Tommy Robredo         | 15      | 15             |
| Francia     | Gilles Simon          | 16      | 16             |
| Argentina   | Juan Martín del Potro | 17      | 17             |
| Spagna      | Nicolás Almagro       | 18      | 18             |
| Francia     | Jo Wilfried Tsonga    | 19      | 19             |
| Germania    | Nicolas Kiefer        | 20      | 20             |
| Russia      | Michail Južnyj        | 21      | 21             |
| Rep. Ceca   | Tomáš Berdych         | 22      | 22             |
| Russia      | Igor' Andreev         | 23      | 23             |
| Francia     | Paul Henri Mathieu    | 24      | 24             |
| Germania    | Philipp Kohlschreiber | 25      | 25             |
| Russia      | Dmitrij Tursunov      | 26      | 26             |
| Spagna      | Feliciano López       | 28      | 27             |
| Rep. Ceca   | Radek Štěpánek        | 29      | 28             |
| Argentina   | Juan Mónaco           | 30      | 29             |
| Croazia     | Marin Čilić           | 31      | 30             |
| Italia      | Andreas Seppi         | 32      | 31             |
| Francia     | Gaël Monfils          | 33      | 32             |

### Altri partecipanti
I seguenti giocatori hanno ricevuto una wildcard per il tabellone principale:
- Sam Warburg
- Jesse Levine
- Amer Delić
- Carsten Ball
- Brendan Evans
- Laurent Recouderc
- Scoville Jenkins
- Austin Krajicek

I seguenti giocatori sono passati dalle qualificazioni:

- Gilles Müller
- Ryler Deheart
- Robert Kendrick
- Jan Hernych
- Andreas Beck
- Thiago Alves
- Paul Capdeville
- Stéphane Bohli
- Pablo Cuevas
- Björn Phau
- Rui Machado
- Rik De Voest
- Robert Smeets
- Ryan Sweeting
- Tomáš Zíb
- Jan Minar
- Sam Warburg (lucky loser)
- Flavio Cipolla (lucky loser)
- Andrej Golubev (lucky loser)
- Aisam Ul Haq Qureshi (lucky loser)

## Risultati

### Singolare maschile
Roger Federer ha battuto  Andy Murray con il punteggio di 6–2, 7–5, 6–2.
| 8 settembre 2008 16:00 Finale maschile | Roger Federer (2) | 3 – 0 6–2, 7–5, 6–2 | Andy Murray (6) | Arthur Ashe Stadium, New York spettatori: 22.000 Giudice di sedia: Carlos Bernardes |

|             |                         |             |  |
| 59% (47/81) | Prime di servizio       | 56% (45/81) |  |
|             |                         |             |  |
| 0           | Doppi falli             | 3           |  |
|             |                         |             |  |
| 33          | Errori gratuiti         | 28          |  |
|             |                         |             |  |
| 36          | Vincenti                | 16          |  |
|             |                         |             |  |
| 3           | Aces                    | 3           |  |
|             |                         |             |  |
| 79% (37/47) | Vincenti 1ª di servizio | 51% (23/45) |  |
|             |                         |             |  |
| 47% (16/34) | Vincenti 2ª di servizio | 47% (17/36) |  |
|             |                         |             |  |
| 94          | Punti totali            | 68          |  |
|             |                         |             |  |
|             |                         |             |  |

### Singolare femminile
Serena Williams ha battuto  Jelena Janković con il punteggio di 6–4, 7–5.

### Doppio maschile
Bob Bryan /  Mike Bryan hanno battuto  Lukáš Dlouhý /  Leander Paes con il punteggio di 7–6(5), 7–6(10). 

### Doppio femminile
Cara Black /  Liezel Huber hanno battuto  Lisa Raymond /  Samantha Stosur con il punteggio di 6–3, 7–6(6).

### Doppio misto
Cara Black /  Leander Paes hanno battuto  Liezel Huber /  Jamie Murray con il punteggio di 7–6(6), 6–4.

## Junior

### Singolare ragazzi
Grigor Dimitrov ha battuto in finale  Devin Britton con il punteggio di 6–4, 6–3.

### Singolare ragazze
Coco Vandeweghe ha battuto in finale  Gabriela Paz-Franco con il punteggio di 7–6(3), 6–1.

### Doppio ragazzi
Niki Moser /  Cedrik-Marcel Stebe hanno battuto in finale  Henri Kontinen /  Christopher Rungkat con il punteggio di 7–6(5), 3–6, [10–8].

### Doppio ragazze
Noppawan Lertcheewakarn /  Sandra Roma hanno battuto in finale  Mallory Burdette /  Sloane Stephens con il punteggio di  6–0, 6–2.

## Legende

### Campioni maschile per invito
Pat Cash ha battuto in finale  Mats Wilander con il punteggio di 6–2, 6–2.

### Campionesse femminile per invito
Martina Navrátilová ha battuto in finale  Jana Novotná con il punteggio di 6–3, 6–3.

### Campioni misto per invito
Anne Smith /  Stan Smith hanno battuto in finale  Ilana Kloss /  Guillermo Vilas con il punteggio di 6–4, 6–4.

## Carrozzina
I tornei su carrozzina non vennero disputati per un conflitto con gli organizzatori dei XIII Giochi paralimpici estivi.